# Le Perroquet qui bégayait
Le Perroquet qui bégayait (titre original : The Mystery of the Stuttering Parrot) est un roman écrit par Robert Arthur, Jr. et paru en 1964 aux États-Unis. Il a été publié sous la signature théorique d'Alfred Hitchcock pour des motifs publicitaires et de marketing.
Le roman est le deuxième de la série policière pour adolescents Les Trois Jeunes Détectives.

## Résumé
Les « trois jeunes détectives », Hannibal, Peter et Bob, sont chargés par Alfred Hitchcock de retrouver le perroquet d'un de ses amis qui a disparu. La police, contactée, estime que c'est une affaire insignifiante et ne veut rien savoir à ce sujet. Les jeunes gens apprennent que ce perroquet ne savait dire qu'une seule phrase : « Beaucoup de-de-de b-bruit pour rien ! » (ce qui explique le titre : le perroquet « bégayait »). 
Les trois jeunes gens découvrent que ce perroquet faisait partie d'un groupe de sept oiseaux, chacun étant entraîné à apprendre et à pouvoir restituer quelques mots ou membres de phrases tout aussi énigmatiques.
Ainsi, le but de l'enquête des trois détectives évolue : il ne s'agit plus de seulement de retrouver le perroquet, mais de découvrir tous les perroquets afin de dévoiler le message en son entier.
Le problème est que les Jeunes Détectives ne sont pas les seuls à vouloir percer ce secret, car celui-ci pourrait donner la clef d'un endroit où est caché un trésor.
Parvenant à retrouver tous les perroquets, ils finissent par apprendre que le message secret est le suivant :
- Il a perdu son mouton et ne sait pas où le chercher. Appelez Sherlock Holmes (on en déduit qu'il faut aller à Baker Street).
- Beaucoup de-de-de b-bruit pour rien (222 + bé : le numéro de la rue est le 222-B).
- J'ai enseveli mon trésor là où les morts sont enterrés (il faut donc rechercher un cimetière situé à une adresse 222-B Baker Street).
- J'ai tiré une flèche, 100 pas vers l'ouest (quand on est entré dans le cimetière, faire 100 pas vers l'ouest).
- Celle des Severn mène à celle des treize inconnus (la tombe de la famille Severn mène à une autre où sont enterrés 13 inconnus).
- Regardez sous les pierres au-delà des os, vous aurez la boîte qui ne ferme pas (on trouvera une boîte non fermée sous de grosses pierres).
- La dernière phrase est un jeu de mots.

La fin du roman est la découverte d'une fortune cachée sous la forme d'une toile très ancienne...

## Remarques
- La première édition de ce roman, paru en France chez Hachette, dans les collections Idéal Bibliothèque, Bibliothèque verte et Livre de poche, a été traduite en français par Vladimir Volkoff, dont on peut parfois reconnaître la trace dans la tournure des phrases en français.
- Ce roman introduit deux personnages que l'on retrouvera dans Les Trois Jeunes Détectives : Huganay, un bandit français très distingué, qui resurgit également dans Douze pendules pour Théodule, ainsi que Skinny Norris, un adolescent du même âge que les trois héros, et qui n'a de cesse de leur mettre des bâtons dans les roues. Il réapparaît dans plusieurs titres de la collection.
- À la fin du roman, Alfred Hitchcock fait allusion à une enquête qui ne paraît pas intéresser les jeunes garçons : un chat perdu à retrouver. Toutefois, ils finissent par s'en occuper dans le volume suivant, La Momie qui chuchotait.